# Fonzworth Bentley
Derrick Watkins, más conocido como Fonzworth Bentley, es un rapero, violinista y diseñador estadounidense. Es conocido por haber sido el ayudante de P.Diddy en sus conciertos. Actualmente el presenta el programa de Mtv From G's To Gents. Su primer sencillo es "Everybody" con Kanye West y André 3000.

## Carrera musical
Su carrera comenzó cuando apareció cantando en Da Band en el 2002 el tema "Cheers to Me, Mr. Bentley (Interlude)", en 2003 apareció en el sencillo "Good Day, Good Sir" de OutKast. En 2004 apareció en el video musical de Kanye west "The New Workout Plan".
Además de eso Bentley ha aparecido en muchos videos musicales como en "Yeah" de Usher con Lil Jon y Ludacris. También aparece tocando el violín al principio de "Make it Rain Remix" de Fat Joe con R. Kelly, Lil Wayne, Birdman, Rick Ross y T.I. También tocó el violín en la canción de "Yes We Can" en honor a la campaña del presidente estadounidense Barack Obama.

## Televisión y películas
Apareció en televisión en muchas ocasiones pero sin duda lo conocen por salir en From G's to Gents.
- From G's to Gents (2008-present)
- Top Ten Gentlemen's Club (2008)
- Late Night with Conan O'Brien (2008)
- Confessions of a Celebrity Assistant (2006, the E! Channel)
- VH1 Fashion Rocks (2006)
- All Shades of Fine: 25 Hottest Women of the Past 25 Years (2005)
- P. Diddy Presents the Bad Boys of Comedy (2005, no acreditado)
- 2005 Trumpet Awards (2005)
- Caleta Cóndor, Chile (2005)
- Before, During and After the Sunset (2005)
- 106 & Park Top 10 Live (2005)
- Kanye West: College Dropout - Video Anthology (2005)
- Borrow My Crew (2005)
- Jimmy Kimmel Live (2005)
- Fade to Black (2004)
- 2004 MTV Movie Awards (2004)
- Late Show with David Letterman (2004) - No acreditado
- Nickelodeon Kids' Choice Awards '04 (2004)
- The 18th Annual Soul Train Music Awards (2004)
- MTV Video Music Awards 2003 (2003)
- OutKast: The Videos (2003)
- Making the Band 2 (2002 - 2003, series)

Películas
- House Party (1991) - no acreditado
- Honey (2003) - Barbero
- Fat Albert (2003) - Vendedor
- Idlewild
- The Barbershop - Cliente de la barbería

## Caridad y trabajo a la comunidad
Fonzworth Bentley ha contribuido con KnowHow2GO, un programa que se dedica a ayudar a niños de bajos recursos a terminar su escuela pagándosela. 